# Barnarbete i Sverige

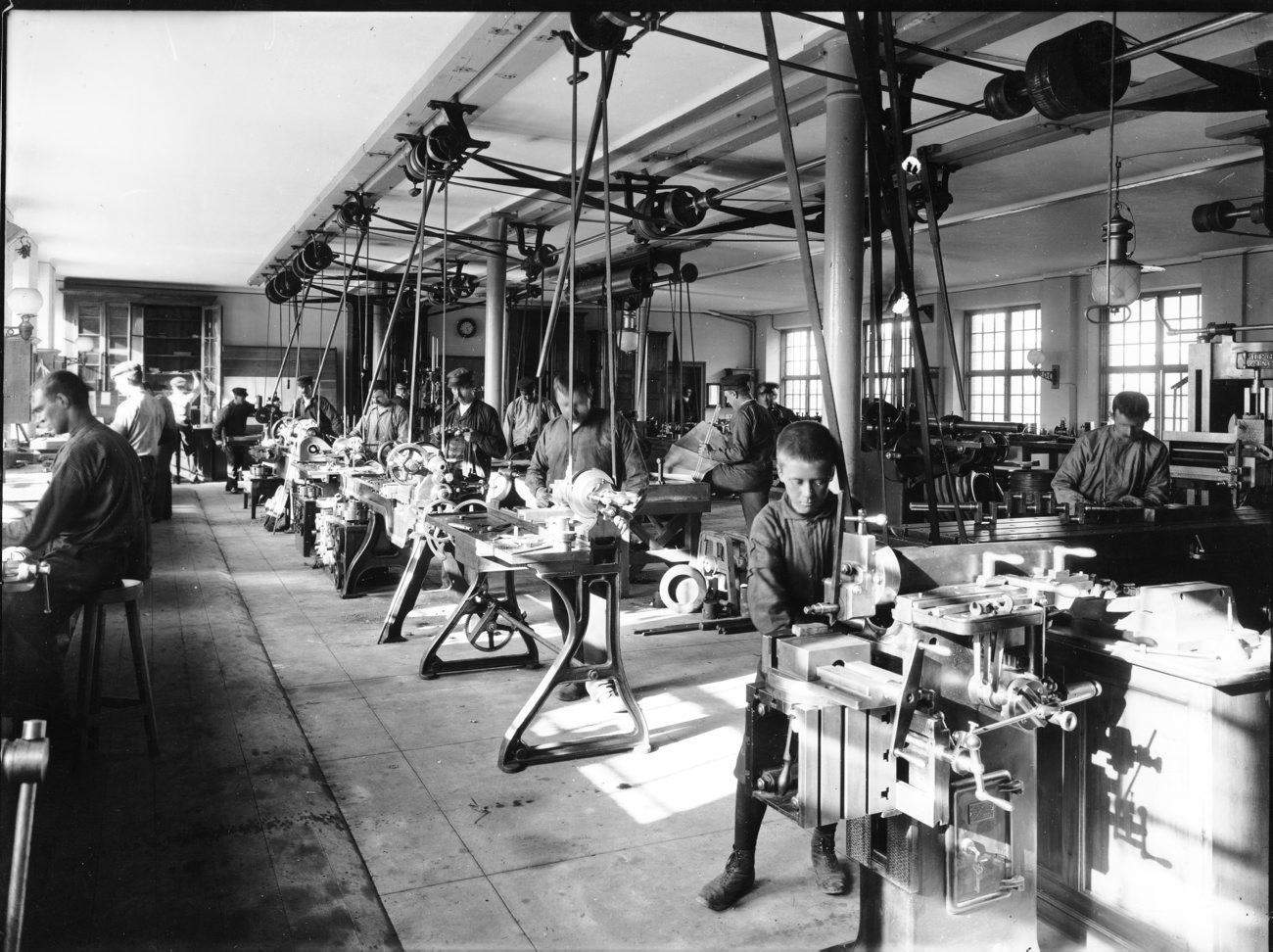
Barnarbetare vid Gustaf LM Ericssons Automobilfabrik på Kungsholmen i Stockholm. Foto från 1904–1907.

I takt med att kapitalismen växte sig stark under 1800-talet inleddes ett nyttjande av ett stort antal barn för fabriksarbete. Barnarbete hade tidigare existerat inom bondesamhället samt hantverk, då som ett led i utbildning till ett framtida yrke. I fabrikerna användes barnen enbart som billig arbetskraft – de var billigare än vuxna och lättare att disciplinera. På grund av detta kunde barnen användas till flera olika arbetsuppgifter i fabrikerna.
Barnarbetet i Sverige var som störst under slutet på 1800-talet. Exempel på industrier där barn användes frekvent i fabrikerna var tobaks-, glas- och tändstickstillverkningen i Sverige. Så småningom avskaffades barnarbetet under industrialiseringen.

## Bakomliggande orsaker
Merkantilismen var en bakomliggande orsak till barnarbetets framväxt. Detta då den förespråkar ett ideal i sysselsättning av barn, ofta från det att de lär sig gå. En bidragande faktor till just detta var manufaktursystemet, som under 1700-talet gjorde det möjligt för mindre barn att sätta sig själva i arbete. Manufakturen hade sin utgångspunkt i arbetskraften och i arbetets organisation. Samtidigt som hemindustrin och manufakturen expanderade växte fabrikstillverkningen, inte bara för textilier som hemindustrin stod för utan nu även socker, papper, tobaks-, glas- och porslinsvaror. Fabrikstillverkningen startades dels av den interna kapitalbildningen inom jordbruket, hemslöjden, bruksindustrin och hantverket samt dels av den externa kapitalbildningen inom handelssektorn. Fabrikerna byggdes av framförallt köpmän men även adelsmän, storbönder och storhantverkare. Antalet arbetare i fabrikerna var länge begränsat, men efter att ägarna av fabrikerna, så kallade fabrikanter, snabbt utgjorde en uppåtgående samhällsklass ändrades detta. Med hjälp av allt nyvunnet kapital, från det kapitalistiska jordbruket och från handels- och manufakturverksamheten, kunde tillgången på en ”fri” arbetskraft nyttjas och därmed inleddes en snabb industrialisering efter 1870.
Med tiden insåg fabrikanterna att det fanns ett mer effektivt sätt att dela upp arbetet i fabrikerna. Adam Smith var en av dem som först formulerade olika fördelar med den arbetsdelning som manufaktursystemet tillhandahöll i sin bok Nationernas välstånd. Genom att dela upp arbetet i fabrikerna behövde inte fabriksägarna använda yrkesutbildad och dyr arbetskraft för alla moment i arbetsprocessen. En del arbetsmoment var okomplicerade men tunga, vilket gjorde att fabriksägarna kunde använda arbetskarlar som inte hade någon yrkesutbildning. Andra moment var okomplicerade men fysiskt lätta att utföra, och för att få dessa utförda använde sig fabriksägarna av barn. Barnarbetskraften var så pass billig att fabriksägarna kunde sälja med vinst, vilket var en av de främsta anledningarna till varför barn blev en populär och snabbt ökande arbetskraft. Om fabrikerna inte fick använda minderårig arbetskraft var de tvungna att anställa vuxna, vilket innebar dyrare arbetskraft som senare innebar att produkten blev dyrare och därmed mindre konkurrenskraftig.

## Barnarbete i svensk industri
Främst förekom barnarbete inom järnbruk, gruvor samt sågverk där barnarbete använts under en längre tidsperiod. Vid sågverken utgjorde barn 20 % av de anställda sågverksarbetarna. Under 1800-talet började även barnarbete nyttjas i tre andra snabbt växande industrigrenar i Sverige: tobaks-, glas och tändstickstillverkningen. Dessa tre industrier krävde en stor arbetskraft och då fabriksägarna ville åt den billiga arbetskraften landade besluten i att anställa barn. Barnen var vid denna tid lönearbetare i industrierna och fick lön i form av mat samt pengar. Den genomsnittliga veckolönen år 1891 för barn under 14 år var 3:97 kr. Vid samma tidpunkt fick en vuxen manlig arbetare 9:37 kr i genomsnittlig veckolön. Detta innebar att fabriksägaren gjorde en besparing på ca 60 % på lönerna, förutsatt att barnen arbetade lika mycket som de vuxna.
Det var enligt 1881 års lag förbjudet att anställa barn som inte gått ut folkskolan, men de fick arbeta på ferierna. I många städer i Sverige under denna tid var skolgången fyra månader och resten av året räknades som ”ferier”. Behövde en fabrikant några barnarbetare trots att det var skoltid kunde denne skriva till läraren på skolan och be om ledigt för barnen, vilket lärarna ofta hade svårt att säga nej till då de ofta var direkt beroende av fabrikanterna för sin anställning som lärare.

### Tobakstillverkningen
Tobakstillverkningen har sin grund i manufakturen och delar av arbetet krävde stor yrkesskicklighet, dock långt ifrån alla områden. Inom de områden som inte var lika komplicerade kunde mer outbildad arbetskraft användas – då i form av barn. Efterfrågan på tobak ökade under slutet av 1800-talet, detta då Sveriges import av detta nästan sexdubblades under perioden 1850 till 1900. Även tidigare hade efterfrågan på tobak varit hög och fabriksägarna efterfrågade billig arbetskraft. Redan 100 år tidigare, år 1752, klagade fabriksidkarna i Karlskrona över brist på arbetskraft till sina tobaksfabriker. Då svarade landshövdingeämbetet att fabriksägarna skulle ”till arbete i fabrikerna få intaga gossar och flickor som med tiggeri löpa kring gatorna men äga någorlunda friska lemmar”. 

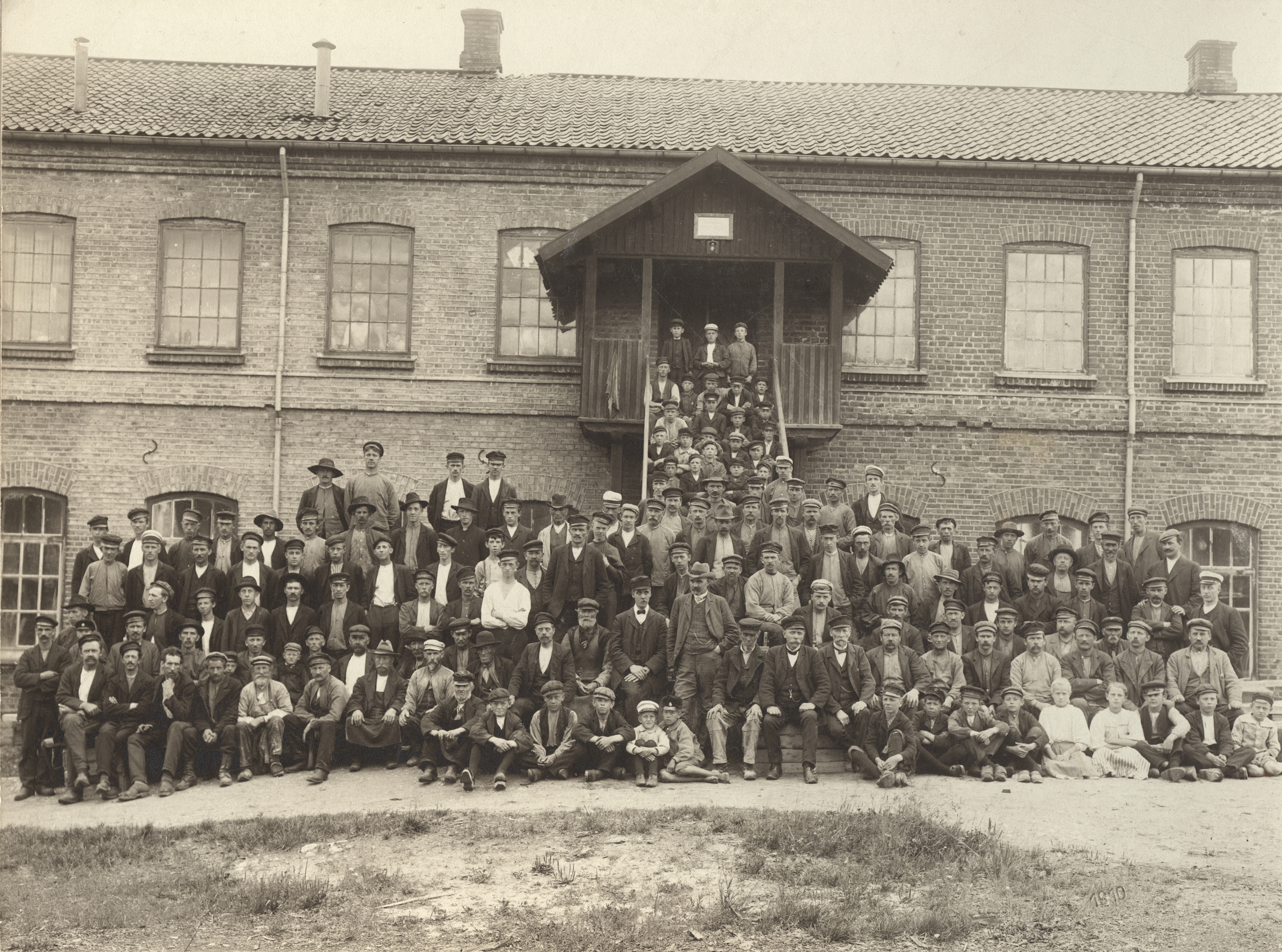
Arbetare vid Eda glasbruk. Barnarbetarna ses på raden längst fram.

### Glastillverkningen
Ända sedan glastillverkningen uppkom i Sverige på 1500-talet har det varit ett hantverksarbete. Inledningsvis sågs det vara en lyxvara som endast hovet använde sig av. I takt med att borgarklassen växte sig mer köpstark under andra halvan av 1800-talet blev glaset en allt mer allmän bruksvara. I och med denna expandering blev efterfrågan allt större. Detta innebar att det krävdes effektivisering av produktionen då det tidigare produktionssättet inte skulle klara av den kommande massproduceringen. Kapitalistiska handelsmän tog över större delen av glastillverkningen vilket gav dem kontroll över marknaden, vilket senare ledde till skapandet av en ny form av kapitalistiska företagare inom glastillverkningen. Glastillverkningen i fabrikerna delades upp i olika yrkesspecialiteter som var fördelade på olika åldersgrupper. Som bilden till höger visar fick barnen de lättaste arbetena: barn under tolv år fick vara hyttgossar med mera, medan barn upp till 14 år kunde få mer komplicerade uppgifter som slipare eller sprängare.

### Tändstickstillverkningen

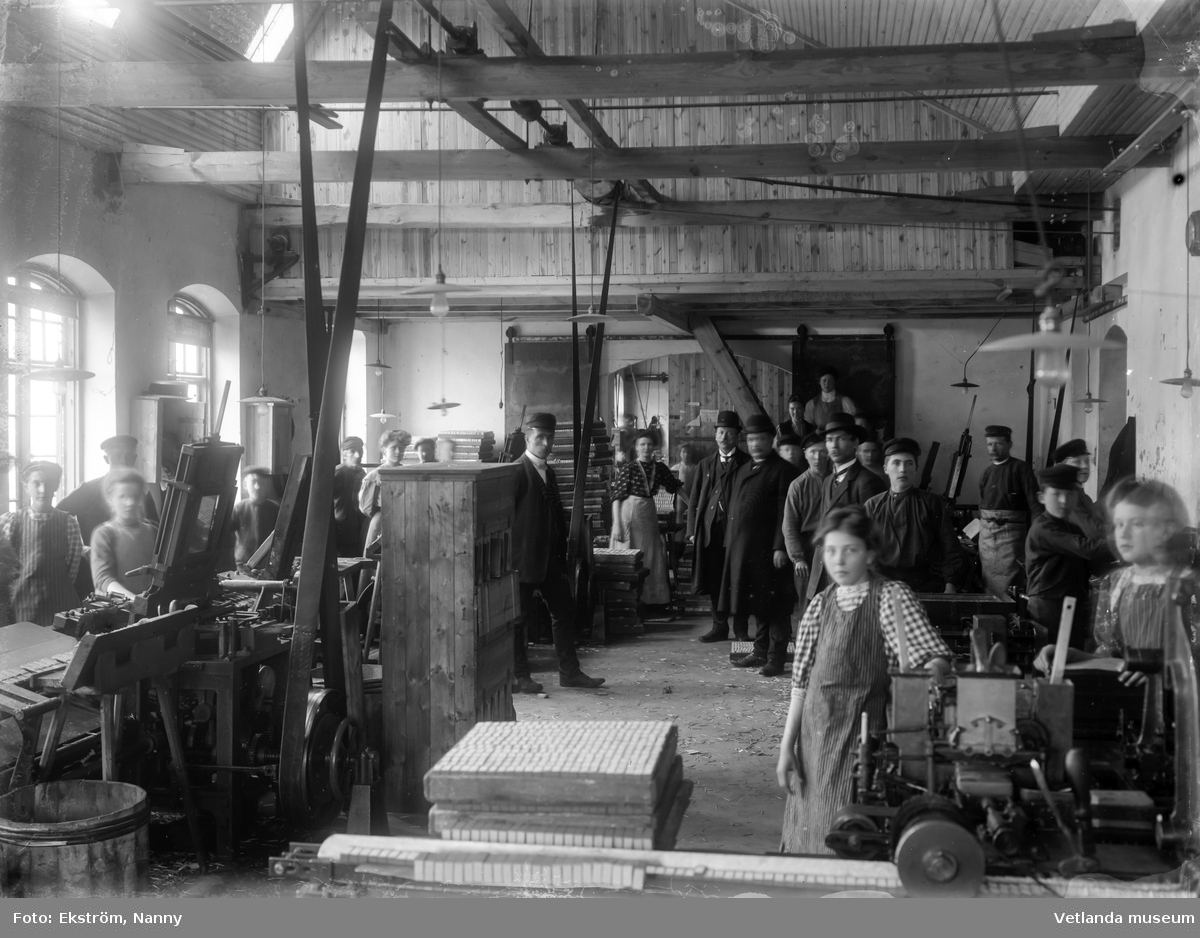
Hvetlanda tändsticksfabrik år 1910. Barn ses arbeta vid maskinerna.

I Sverige försökte man under 1830-talet vidareutveckla de tändstickor som uppfunnits utomlands. Speciellt bra sålde fosfortändstickorna i början eftersom de var lättantändliga. Efter några år kom säkerhetständstickan, som är den sort vi använder oss av idag, vilket var en svensk uppfinning. Dessa tändstickor var i början alldeles för dyra för att massproduceras och säljas i större utsträckning. 1844 påbörjade bröderna Lundström i Jönköping en fabriksmässig tillverkning av säkerhetständstickan och 1860 fanns det 14 tändsticksfabriker i Sverige. År 1876 var antalet fabriker 38 stycken. Efterhand genomgick tändstickstillverkningen en stor förändring, från att ha varit en manufaktur till att bli en genom maskindrift massproduktionsbaserad storindustri. Tändsticksfabrikerna ville, precis som inom tobaks- och glastillverkningen, få ner kostnaderna på arbetet och få kontroll över sin produktion och landade i att anställa barn som arbetskraft. Barnen användes främst vid tillverkning av askar, men även vid mer komplicerade arbetsuppgifter som urtagning av stickorna ur ramarna samt att fylla askarna med tändstickor. Pojkar kunde assistera äldre män vid vedhuggandet av det trä som tändstickorna skulle tillverkas av.

## Barnarbetet avskaffas
Barnarbetet utgjorde en billig arbetskraft som kunde användas till enkla och okomplicerade arbetsuppgifter. Efterhand började det ske en förändring i arbetsuppdelningen när den industriella revolutionen tog fart och påverkade fabrikernas produktionssätt. Från att tidigare ha varit en efterfrågad arbetskraft utgjorde nu barnen ett led i den mänskliga arbetskraft som stagnerade i fabrikernas organisation. Fabrikanterna övergick efter hand till mer intensiva exploaterings- och produktionsformer, som hade sin grund i arbetsmedlen istället för den mänskliga arbetskraften. Detta för att fabrikanterna ville göra sig så oberoende som möjligt av den mänskliga arbetskraften då den var begränsad. Genom att utveckla arbetsmedlen, och därmed ändra arbetets organisation, frigjorde man produktionen från just dessa mänskliga begränsningar.
I takt med att fabrikerna blev allt mer mekaniserade med maskiner som tog över arbetsuppgifterna reducerades den mänskliga arbetskraften som inte längre var behövlig. Det var i och med detta som barnarbetskraften blev oväsentlig. Barnarbetarna blev
överflödiga eftersom maskinerna tagit över deras arbetsmoment, eller blev oanvändbara då de inte kunde sköta maskinerna, eller helt enkelt blev olönsamma då fabrikanterna inte tjänade på att ha den sortens extensiva produktionsform samtidigt som fabriken för övrigt höll på att bli en storindustriell produktion. Med andra ord avskaffades barnarbetet i samband med de teknologiska förändringar fabrikerna genomgick när de övergick från manufaktur till storindustri. Denna övergång från extensiva till intensiva produktions- och exploateringsformer påbörjades under 1860- och 1870-talen inom tobak- och tändstickstillverkningen i Sverige. Glastillverkningen genomgick dock denna förändring först i slutet under 1800-talet för att slå igenom helt under 1900-talets början.
Det genomfördes även statliga regleringar mellan 1881 och 1900 för att påskynda övergången till storindustriell drift genom avskaffandet av barnarbetet. Dock lyckades inte dessa då 1881 års förordning och 1900 års lag endast omfattade de industrigrenar som redan övergått från extensiva till intensiva produktions- och exploateringsformer. Inom glasindustrin, och andra industrier som ännu inte genomfört denna förändring, utformades kontrollmekanismerna så att man utan större svårigheter kunde bryta mot bestämmelserna.

### Avskaffandets konsekvenser
Avskaffandet av barnarbetet ledde till barnarbetslöshet. Vid sekelskiftet 1800- och 1900-talet utgjorde barnen upp emot en tredjedel av arbetarna i tobaksfabrikerna samt en fjärdedel av arbetarna inom tändsticksfabrikerna. Sedan försvann barn- och ungdomsarbetet nästan helt och hållet i slutet av 1920-talet och början av 1930-talet. Detta skapade problem, inte främst inom familjer där man räknade med barnens inkomst. Barnarbetslösheten växte i och med att allt fler människor flyttade in till städerna, det vill säga fler barn och ungdomar utan jobb fanns i städerna. Fler fabriker och industrier övergick från extensiva till intensiva produktions- och exploateringsformer, vilket ytterligare bidrog till att anställda arbetare fick lämna sina jobb. Detta var en stark bidragande faktor till den ungdomsarbetslöshet som rådde i Sverige under 1920- och 1930-talet.